# Las aventuras de Peleo
Las aventuras de Peleo (en ruso: Приключения Пелея; en francés: Les Aventures de Pélée, Les Noces de Thétis et Pélée) es un ballet mitológico en tres actos y cinco escenas coreografiado por Marius Petipa con música de Ludwig Minkus (con adiciones de Léo Delibes y Riccardo Drigo en la reposición de 1897). El estreno tuvo lugar el 30 de enero de 1876 en el Teatro Bolshoi Kamenny de San Petersburgo. La Danza de las Nereidas y las transformaciones fueron especialmente elogiadas por el público y el ballet fue un gran éxito con los decorados de Matveï Chichkov.

## Argumento
Peleo, hijo del rey Éaco de Egina, hiere accidentalmente al rey Euritión durante una cacería y este último, moribundo, pide venganza a los dioses. Perseguido, el joven encuentra refugio en el rey Acasto que ordena a los sacerdotes purificar a Peleo de sus pecados. Pero la esposa del rey Acasto se enamora de Peleo. Este último rechaza las insinuaciones de la reina Crétheis, pero la reina, en venganza, lo acusa de haberla seducido. Acasto luego ordena que Peleo sea encadenado al monte Pelión para ser devorado por bestias salvajes.
En la tercera escena, Cupido es expulsado del Olimpo por haber desobedecido a Júpiter y se queda dormido en un lugar rural cerca del monte Pelión. Las tres gracias (en forma de tres pastoras) se acercan a él y lo rodean de guirnaldas mientras duerme. Tetis, la hija mayor de Nereo, salió de las aguas para bailar con sus compañeras; pero huyen cuando oyen que los sirvientes de Acasto se acercan para encadenar a Peleo al monte Pelión. Tetis, seducida, vuelve para romper las cadenas de Peleo, luego se convierte en flores y una concha para excitar la pasión del joven. Es entonces cuando Cupido (que lo ha visto todo) ocupa el lugar de Tetis. Peleo, sorprendido de ver a este pequeño amor con su carcaj, le implora que sensibilice a Tetis a su deseo. Cupido luego dispara una flecha desde su carcaj que perforará el corazón de Tetis. Ella acepta amar a Peleo. Aparece Venus y Cupido corre a buscar a las tres gracias para presentarlas a su madre e implorarle su perdón. Tetis se apresura hacia ella con las Nereidas para presentarle a Peleo. Cupido regresa, pero su madre lo rechaza por no haber obedecido a Júpiter. Tetis y sus compañeras, así como Peleo, imploran a la diosa de la belleza que perdone a su hijo. Cupido aprovecha entonces para presentarle a las tres gracias, y Venus, encantada, perdona a su hijo y felicita a Tetis por su matrimonio con Peleo.

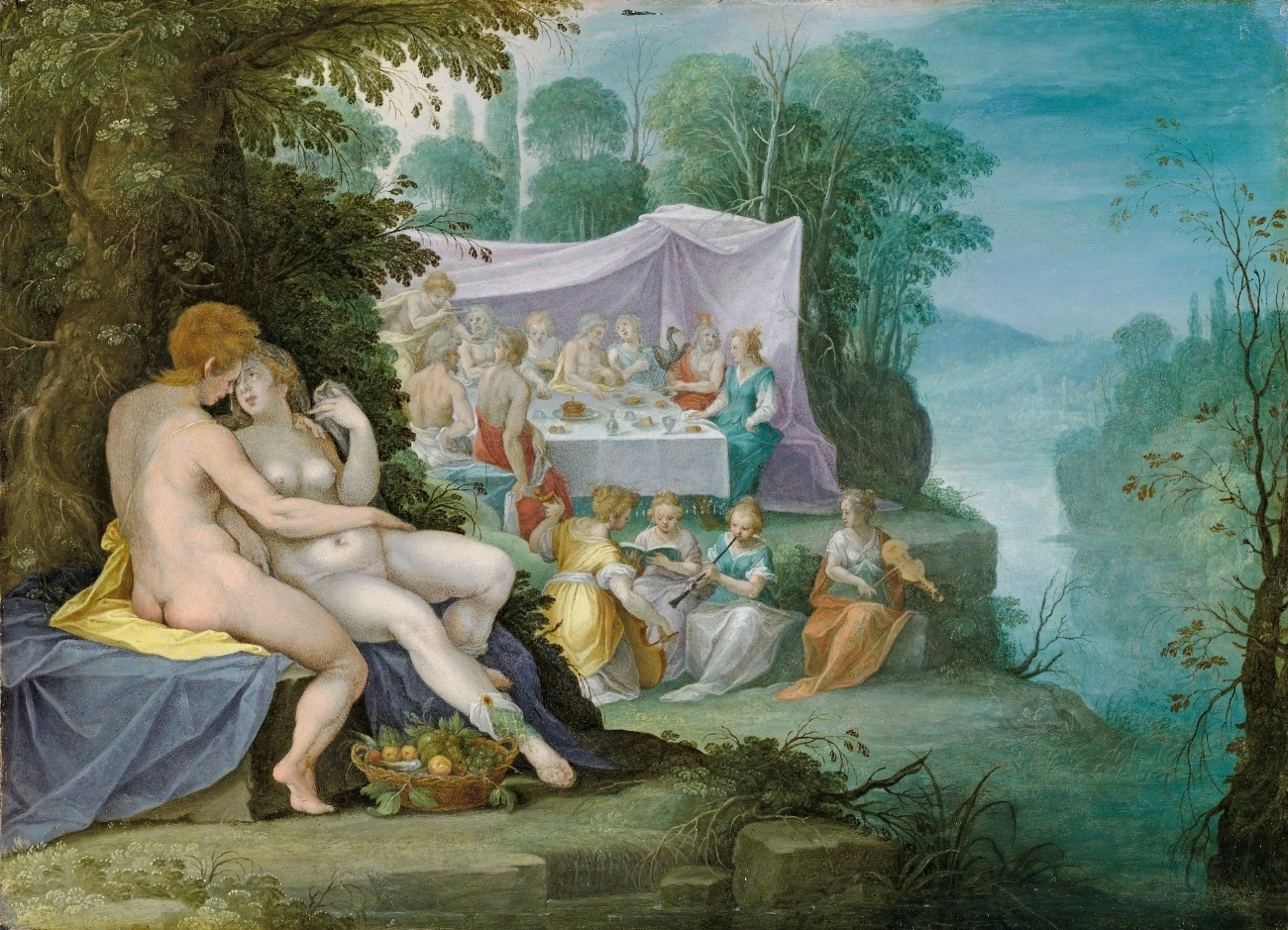
Jan Sadeler, La fiesta de bodas de Thetis y Peleus (1580-1600).

Como mérito de la castidad del joven, los dioses consienten que el joven se una a Tetis. Pero aparece la diosa de la Discordia que causa problemas y Júpiter la ahuyenta con truenos. Al salir, Discordia deja una manzana dorada en la que están escritas las palabras 

À la plus belle (A la más bella)

. Cupido se la muestra a las diosas Venus, Juno y Atenea, quienes movidas por la curiosidad, se habían acercado. Cada una afirma que esta manzana le pertenece, surgen discusiones. Júpiter para acabar con estas disputas ordena a Mercurio que le entregue la manzana a Tetis y finalmente las diosas, satisfechas con el decreto del rey de los dioses, aplauden la felicidad de los dos jóvenes esposos.
Su matrimonio se celebra triunfalmente en el monte Olimpo en la apoteosis del quinto cuadro.

## Elenco original
- Tetis: Evguenia Sokolova
- Peleo: Pável Gerdt
- Cupido: Lioubov Savitskaya
- Venus: Maria Gorchenkova
- Júpiter: Christian Johansson
- Adonis: Lev Ivanov
- Tritón: Platón Karsavine

## Reposiciones
Este ballet se repitió el 9 de agosto de 1897 en la isla Olga en medio del lago superior del parque del palacio Peterhof con Mathilde Kschessinska en el papel de Tetis, Pavel Gerdt en el de Peleo, Olga Preobrazhénskaya en el de Cupido, y Serge Legat en Adonis. Esta actuación de gala se ofreció en honor a Guillermo II de Alemania, quien se encontraba en una visita oficial a Rusia. El ballet se recortó luego a un acto y tres escenas con un nuevo título Les Noces de Thétis et Pélée y la partitura es revisada por Riccardo Drigo, mientras que se agregan piezas de Léo Delibes en El rey se divierte.